# Roodborstboomgors
De roodborstboomgors (Poospiza rubecula) is een zangvogel uit de familie Thraupidae (tangaren). Het is een bedreigde, endemische vogelsoort uit Peru.

## Kenmerken
De vogel is gemiddeld 15,5 cm lang. Deze boomgors is boven op de kop, rug en vleugels donker leigrijs. De voorkant van de kruin en de wenkbrauw en verder de borst en de buik en onderstaartdekveren zijn helder roodbruin gekleurd. Op de buik gaat rond de poten het roodbruin geleidelijk over in lichtgrijs tot wit. Rond het oog zit een breed, zwart  masker.

## Verspreiding en leefgebied
Deze soort is endemisch op de westelijke helling van de Andes van Peru, van La Libertad tot Ica. Het leefgebied is droog, natuurlijk bos met veel ondergroei in berggebieden tussen de 2300 en 3800 m boven zeeniveau.

## Status
De roodborstboomgors heeft een beperkt verspreidingsgebied en daardoor is de kans op uitsterven aanwezig. De grootte van de populatie werd in 2016 door BirdLife International geschat op 150 tot 700 volwassen individuen en de populatie-aantallen nemen af door habitatverlies. Het leefgebied wordt aangetast door ontbossing waarbij natuurlijk bos wordt omgezet in gebied voor agrarisch gebruik zoals beweiding met geiten, schapen en runderen of houtteelt met exotische boomsoorten. Om deze redenen staat deze soort als bedreigd op de Rode Lijst van de IUCN.